# Donje Pokupje
 Donje Pokupje  falu Horvátországban, Károlyváros megyében. Közigazgatásilag Károlyvároshoz tartozik.

## Fekvése
Károlyváros központjától 6 km-re északra a Kulpa bal partján fekszik.

## Története
A településnek 1857-ben 113, 1900-ban 190 lakosa volt. A trianoni békeszerződésig Zágráb vármegye Károlyvárosi járásához tartozott. 1971-ben 657-en lakták, azóta nem számlálják önállóan a lakosságát. A város hivatalos honlapja szerint a lakosság száma jelenleg 550.

## Lakosság
| Lakosság változása | Lakosság változása | Lakosság változása | Lakosság változása | Lakosság változása | Lakosság változása | Lakosság változása | Lakosság változása | Lakosság változása | Lakosság változása | Lakosság változása | Lakosság változása | Lakosság változása | Lakosság változása | Lakosság változása | Lakosság változása |
| ------------------ | ------------------ | ------------------ | ------------------ | ------------------ | ------------------ | ------------------ | ------------------ | ------------------ | ------------------ | ------------------ | ------------------ | ------------------ | ------------------ | ------------------ | ------------------ |
| 1857               | 1869               | 1880               | 1890               | 1900               | 1910               | 1921               | 1931               | 1948               | 1953               | 1961               | 1971               | 1981               | 1991               | 2001               | 2011               |
| 113                | 117                | 118                | 154                | 190                | 0                  | 0                  | 300                | 298                | 370                | 398                | 567                | 0                  | 0                  | 0                  | 0                  |